# Nestucca
Nestucca, pleme Salishan Indijanaca, uže skupine Tillamook, naseljeni na zeljevu Nestucca Bay na sjevernoj obali Oregona, a danas zajedno sa srodnim plemenima Salmon River i Tillamook uz još oko 20 plemena na rezervatu Grand Ronde u Oregonu, gdje su kolektivno poznati kao  'The Confederated Tribes of Grand Ronde' . 
Njihovo ime došlo je po njihoovoj zemlji i vlastitiom nazivu koji glasi Stagā' ush (people of the staga'). Populacija im je 1881. iznosila 46. 
Ostali nazivi koj isu se javljali za njih su: Neztucca, Nez Tucca, Nikaas, Nestackee, Nestuca, Nestuckah, Nestuckias, Nistoki Ampafa amim, Apáfan, Tágahosh, Shibalta